# 셀레스트론

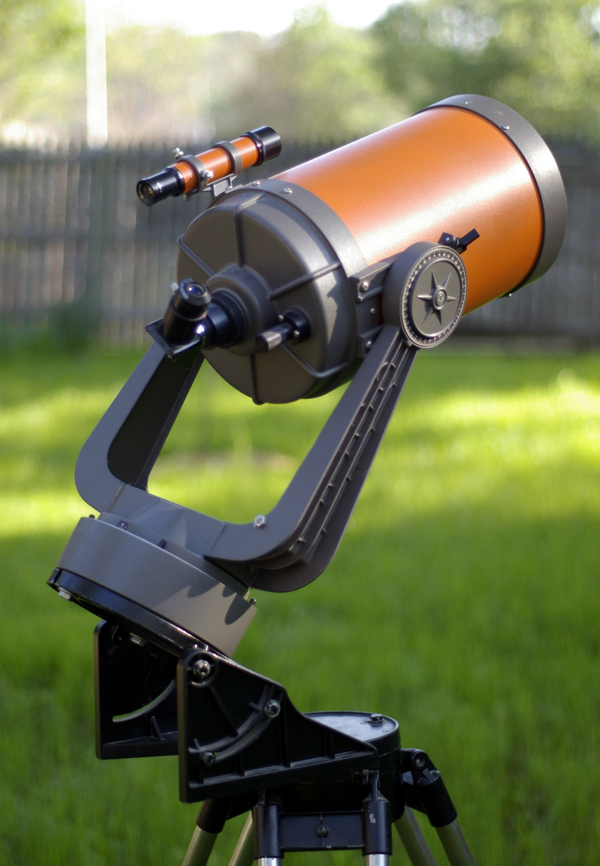

셀레스트론(Celestron)은 미국 캘리포니아주 토런스에 본사를 둔 회사로 망원경 제조 배급을 주력으로 하고있으며 천체 망원경, 쌍안경, 스포팅 스코프(spotting scope), 현미경 및 액세서리를 생산 및 판매한다. 모회사인 대만의 신타 테크놀로지에서는 이와 관련된 관측 장비들을 제조한다.

## 히스토리
셀레스트론(Celestron)의 전신은 1955년 톰 존슨(Tom Johnson)이 설립한 전자 및 군사 부품 회사인 벨러 전자회사(Valor Electronics)였다. 존슨은 두 아들을 위해 6인치 반사 망원경을 만들면서 망원경 관련 사업에 관여하게 되었다. 1960년, 존슨은 벨러(Valor)에  천체광학(astro-Optical)부서를 설립했다.
1964년까지 존슨(Johnson)은 슈미트-카세그레인식 망원경(Schmidt-Cassegrain 망원경)을 4"에서 22"까지 제공하는 벨러 전자회사(Valor Electronics) 부서로부터 "Celestron Pacific"을 설립했다. 1970년 셀레스트론(Celestron)은  8"직경 2032mm 초점거리 ƒ10 망원경 모델 "C8"을 발표했다.이 망원경은 셀레스트론(Celestron)이 개발한 새로운 방법으로 슈미트-카세그레인식 망원경(Schmidt-Cassegrain)을 대량으로 생산할 수 있도록 개발된 새로운 망원경이었다.  이 모델은 아마추어 천문학 및 교육체에서 상당한 진출을 했다.
회사 설립자인 존슨(Johnson)은 1980년 셀레스트론(Celestron)을 매각했다. 셀레스트론(Celestron)은 1997년 Tasco에 인수되었으며 2001년 Tasco가 사업을 정리하는 과정에서 거의 영업을 중단했다.
2002년 초 셀레스트론(Celestron)의 라이벌인 미드 인스트루먼츠(Meade Instruments)는 인수를 시도했지만 파산 법원은 회사를 원래 소유자에게 판매할 수 있었다. 이 회사는 2005년 4 월까지 대만의 신타 테크놀로지(Synta Technology)의 델라웨어 회사 및 계열사인 SW 테크놀로지(SW Technology Corporation)가 인수 할 때까지 미국내의 소유였었다. 신타(Synta)社는 천문학 장비 및 관련 부품 제조업체이며 그 당시 Celestron의 공급 업체로 15년이 넘었었다.
2012년 3월 13일, 톰 존슨은 89세의 나이로 사망했다.

## 여행자용
셀레스트론 트레블스코프 시리즈는 휴대및 부피가 용이하도록 제작된 천체 및 지상관측용 망원경이다.
특히 셀레스트론 트레블스코프70은 F5.7로 400mm 초점거리이다. 최대 40배이며 2배 바로우 렌즈사용으로 추가 2배를 얻을수있다.

## 같이 보기
- 슈미트카메라
- 반사-굴절 망원경